# Ted Rooney
Ted Rooney (Portland (Oregon), 22 september 1960) is een Amerikaans acteur.

## Biografie
Rooney werd geboren in Portland (Oregon) in een gezin van negen kinderen. Hij doorliep de high school aan de Grant High School in Portland, op deze school was zijn vader leraar en basketbaltrainer. Hierna heeft hij zijn diploma in theaterwetenschap gehaald aan de Lewis & Clark College in Portland en haalde zijn master of fine arts aan de Temple University in Philadelphia (Pennsylvania). 
Rooney speelde na zijn opleiding semi-prof basketbal in Duitsland. Na zijn basketbalcarrière ging hij terug naar New York en begon met zijn acteercarrière in lokale theaters. Hij heeft voor tien jaar in New York gewoond en verhuisde toen naar Los Angeles waar hij ook voor televisie ging acteren. 
Rooney is in 2004 getrouwd en heeft twee kinderen, deze zijn beide in Ethiopië geboren. Hij woont nu met zijn gezin in Portland waar hij langs het acteren ook les geeft in acteren.

## Filmografie

### Films
Uitgezonderd korte films.
- 2024: Test Screening - als dorpsbewoner 2
- 2023: Somebody I Used to Know - als Barry
- 2022: Losing Addison - als dr. Alfred Hunter
- 2022: Showing Up - als Ted
- 2020: The Last Champion - als mr. McCormick
- 2020: The Water Man - als Edward Schaal
- 2019: First Cow - als Fort Trapper
- 2018: Pretty Broken - dr. Armstrong
- 2018: Last Seen in Idaho - als McNeely
- 2016: Undeserved - als Mark
- 2015: The Weather Outside - als Daniel
- 2014: Wild - als gekke jongen
- 2014: A Standing Still - als Jack
- 2013: Future Perfect – als Tony
- 2012: Sunshine Girl and the Hunt for Black Eyed Kids – als moeder van BEK
- 2012: Santa Paws 2: The Santa Pups – als Mr. Miller
- 2012: The Weather Outside – als Daniel
- 2012: Cell Count – als Abraham Walker
- 2012: Gone – als Henry Massey
- 2011: Bucksville – als dr. Don French
- 2007: Naked Under Heaven – als de baas
- 2004: Envy – als veilingmeester
- 2003: Cheaper by the Dozen – als schoolhoofd
- 2002: Blood Work – als forensisch onderzoeker
- 2002: The Master of Disguise – als beveiliger
- 2002: Big Fat Liar – als saaie leraar
- 2001: Earth vs. the Spider – als lijkschouwer
- 2001: Legally Blonde – als toelatingsman
- 2001: The Man Who Wasn't There – als bingo omroeper
- 2001: Monkeybone – als Grim Reaper (stem)
- 2000: Dancing at the Blue Iguana – als assistent
- 2000: The Flinstones in Viva Rock Vegas – als bekenner
- 1999: Santa and Pete – als leerlooier
- 1996: Celtic Pride – als Tony Sheppard

### Televisieseries
Uitgezonderd eenmalige gastrollen.
- 2017-2018: Automata - als Roscoe - 2 afl.
- 2011-2015: Grimm - als James Addison - 3 afl.
- 2011: Boardwalk Empire – als John McGarrigle – 2 afl.
- 2000-2007: Gilmore Girls – als Morey Dell – 19 afl.
- 2003-2005: Carnivàle – als Flasher / prater – 4 afl.
- 2000-2001: Roswell High – als mr. Whitman – 3 afl.
- 1997-1998: ER – als neonatoloog dr. Tabash - 6 afl.